# Langenschwarz
Langenschwarz ist ein Ortsteil der Marktgemeinde Burghaun im osthessischen Landkreis Fulda.

## Geografische Lage
Langenschwarz gehört zusammen mit Großenmoor, Hechelmannskirchen und Schlotzau zum sogenannten Kiebitzgrund. Als nordwestliches Ende der Marktgemeinde Burghaun bildet es auch die Grenze des Landkreises Fulda zum Vogelsbergkreis und zum Landkreis Hersfeld-Rotenburg. Somit liegen die Nachbarorte Sandlofs und Unter-Schwarz im Vogelsbergkreis sowie Wehrda im Landkreis Hersfeld-Rotenburg.
Durch den Ort fließt der Schwarzbach, ein zehn Kilometer langer Nebenfluss rechts der Fulda, in die er in Unter-Schwarz mündet.
In der Nähe des Ortes verläuft die Schnellfahrstrecke Hannover–Würzburg, die 1991 eröffnet wurde. Dort befindet sich der Betriebsbahnhof Langenschwarz.

## Geschichte
In engem Zusammenhang mit der Schenkungsurkunde des Uualto von 801 und der darin genannten „suuarzahafurt“ steht die Gründung und Entstehung der Siedlung „Langenschwarz“. Mehrere Hinweise lassen vermuten, dass das Gebiet des heutigen Kiebitzgundes um 800 bereits gerodet und besiedelt war. Es sind im Laufe der Jahrhunderte mehrere Schreibweisen und ähnlich klingende Begriffe für den Ortsnamen zu finden: um 800/900 wird von „Suarzaha“, um 1200 von „Schwarza“, um 1485 von „Swartz“, um 1494 von „Swartze“, um 1498 von „Altenschwarz“ und anschließend von „Schwarz“ berichtet. Die heutige Ortsbezeichnung „Langenschwarz“ findet sich erstmals 1617. Die ersten Behausungen und Ställe sind mutmaßlich unmittelbar am Ufer des Schwarzbaches errichtet worden. Da die Talsohle eng war, zog sich die Siedlung in die Länge, am Schwarzbach entlang, daher Langenschwarz.
Zum 1. Oktober 1971 fusionierten im Zuge der Gebietsreform in Hessen die bis dahin selbständigen Gemeinden Großenmoor, Hechelmannskirchen, Langenschwarz und Schlotzau zur neuen Gemeinde Kiebitzgrund.

Nur zehn Monate später, am 1. August 1972, wurde die Gemeinde Kiebitzgrund, und damit auch Langenschwarz, durch das abschließende regionale Neugliederungsgesetz zur Gebietsreform in die Gemeinde Burghaun eingegliedert. Für Langenschwarz sowie für alle ehemals eigenständigen Gemeinden von Burghaun wurden Ortsbezirke mit Ortsbeirat und Ortsvorsteher nach der Hessischen Gemeindeordnung gebildet.

## Bevölkerung

### Einwohnerentwicklung
Quelle: Historisches Ortslexikon
- 1631: 49 Haushalte
- 1680: 18 Haushalte [Fuld. Akten v. Buchenau]
- 1789: 8 Bauern, 12 Hüttner und 10 Beisassen
- 1812: 83 Feuerstellen, 725 Seelen

| Langenschwarz: Einwohnerzahlen von 1812 bis 2013 | Langenschwarz: Einwohnerzahlen von 1812 bis 2013 | Langenschwarz: Einwohnerzahlen von 1812 bis 2013 | Langenschwarz: Einwohnerzahlen von 1812 bis 2013 | Langenschwarz: Einwohnerzahlen von 1812 bis 2013 |
| --- | ------------------------------------------------ | ------------------------------------------------ | ------------------------------------------------ | ------------------------------------------------ |
| Jahr |                                                  |                                                  |                                                  | Einwohner                                        |
| 1812 | 1812                                             |                                                  | 725                                              | 725                                              |
| 1834 | 1834                                             |                                                  | 934                                              | 934                                              |
| 1840 | 1840                                             |                                                  | 1.092                                            | 1.092                                            |
| 1846 | 1846                                             |                                                  | 1.015                                            | 1.015                                            |
| 1852 | 1852                                             |                                                  | 985                                              | 985                                              |
| 1858 | 1858                                             |                                                  | 947                                              | 947                                              |
| 1864 | 1864                                             |                                                  | 992                                              | 992                                              |
| 1871 | 1871                                             |                                                  | 952                                              | 952                                              |
| 1875 | 1875                                             |                                                  | 821                                              | 821                                              |
| 1885 | 1885                                             |                                                  | 845                                              | 845                                              |
| 1895 | 1895                                             |                                                  | 722                                              | 722                                              |
| 1905 | 1905                                             |                                                  | 663                                              | 663                                              |
| 1910 | 1910                                             |                                                  | 663                                              | 663                                              |
| 1925 | 1925                                             |                                                  | 625                                              | 625                                              |
| 1939 | 1939                                             |                                                  | 664                                              | 664                                              |
| 1946 | 1946                                             |                                                  | 945                                              | 945                                              |
| 1950 | 1950                                             |                                                  | 928                                              | 928                                              |
| 1956 | 1956                                             |                                                  | 731                                              | 731                                              |
| 1961 | 1961                                             |                                                  | 706                                              | 706                                              |
| 1967 | 1967                                             |                                                  | 679                                              | 679                                              |
| 1970 | 1970                                             |                                                  | 681                                              | 681                                              |
| 1980 | 1980                                             |                                                  | ?                                                | ?                                                |
| 1990 | 1990                                             |                                                  | ?                                                | ?                                                |
| 2000 | 2000                                             |                                                  | ?                                                | ?                                                |
| 2011 | 2011                                             |                                                  | 618                                              | 618                                              |
| 2013 | 2013                                             |                                                  | 602                                              | 602                                              |
| Datenquelle: Historisches Gemeindeverzeichnis für Hessen: Die Bevölkerung der Gemeinden 1834 bis 1967. Wiesbaden: Hessisches Statistisches Landesamt, 1968. Weitere Quellen: LAGIS; Gemeinde Burghaun; Zensus 2011 |                                                  |                                                  |                                                  |                                                  |

### Historische Religionszugehörigkeit
| • 1885: | 725 evangelische (= 85,80 %), 68 katholische (= 8,05 %), 52 jüdische (= 6,15 %) Einwohner |
| • 1961: | 483 evangelische (= 82,58 %), 117 katholische (= 16,57 %) Einwohner                       |

## Politik
Für Langenschwarz besteht ein Ortsbezirk (Gebiete der ehemaligen Gemeinde Langenschwarz) mit Ortsbeirat und Ortsvorsteher nach der Hessischen Gemeindeordnung. Der Ortsbeirat besteht aus sieben Mitgliedern. Bei den Kommunalwahlen in Hessen 2021 betrug die Wahlbeteiligung zum Ortsbeirat 63,91 %. Alle Kandidaten gehörten der „Bürgerliste Langenschwarz“ an. Der Ortsbeirat wählte Florian Ritz zum Ortsvorsteher.

## Sehenswürdigkeiten

### Katholische Kirche

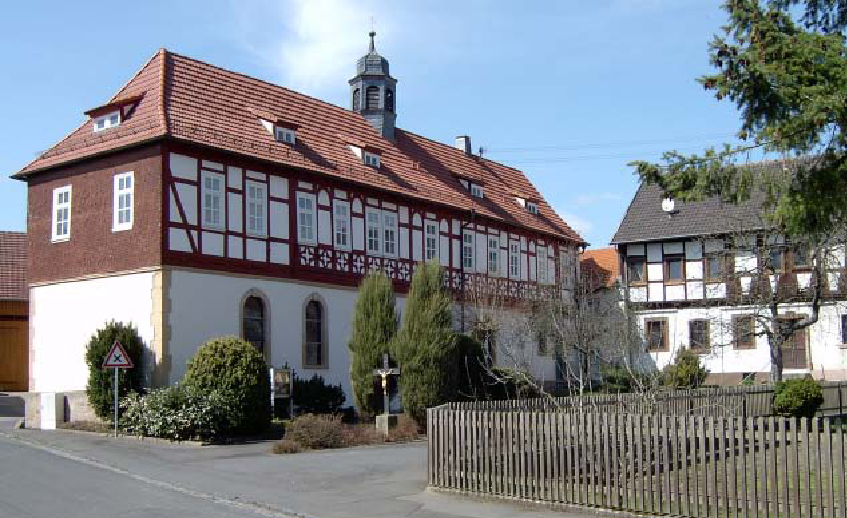
Katholische Kirche und Altes Schloss

Die katholische Kirche befindet sich in einem Teil des ehemaligen Schlosses von Langenschwarz. 1677 verkauften die Herren von Buchenau einen Teil des Schlosses an den fuldischen Vizekanzler Johannis. 1844 kauften Langenschwärzer Bürger den restlichen Teil des Schlosses. Dieser Teil wurde in Wohnungen aufgeteilt. Ehemals war das Gebäude auch Sitz der katholischen Schule in Langenschwarz. Die katholische Kirchengemeinde St. Johannes der Täufer hat ca. 220 Mitglieder, aus den Gemeinden Langenschwarz, Hechelmannskirchen, Großenmoor, Wehrda, Schletzenrod und Wetzlos.
Zur Zeit der Reformation gab es in Langenschwarz keine katholische Gemeinde. Um das Jahr 1680 kaufte der Fuldaer Kanzler Johann Ludwig Johannis die Grundherrschaft Langenschwarz. Er wurde dabei geadelt und nannte sich von da ab: von Langenschwarz. Als Katholik ließ er im Schloss eine Hauskapelle einrichten. Um diese Hauskapelle bildete sich durch Bedienstete des Schlosses und zuziehende Katholiken eine eigene Gemeinde. Betreut wurde diese anfangs durch Franziskaner des Klosters Frauenberg in Fulda. Bis 1724 kamen die Brüder jeden Sonntag zur Feier der Heiligen Messe nach Langenschwarz. Da aber die Wege sehr weit und beschwerlich waren, entsandte das Kloster Frauenberg im Jahre 1724 einen Priester als ständigen Schlosskaplan nach Langenschwarz.  Ab 1864 traten an diese Stelle Weltpriester als Pfarrkuraten.
Nach dem Aussterben der Herrschaft von Langenschwarz wurde das Schloss 1824 durch den Fiskus an Privatleute verkauft. Der katholischen Gemeinde wurde der Seitenflügel des alten Schlosses zugewiesen. Im Erdgeschoss wurden Schule und Kirche eingerichtet und im Stockwerk darüber die Wohnung des Pfarrkuraten, der gleichzeitig Lehrer der katholischen Volksschule bis zur Aufhebung der Konfessionsschule im Jahre 1938 war. 1946 wurde eine Erweiterung der Kirche notwendig. Die Wände im Erdgeschoss wurden herausgenommen und der Schulsaal zur Kirche hinzugenommen. 1961 erfolgte ein Umbau. Der Keller wurde zugeschüttet und der Fußboden der Kirche auf Erdbodenhöhe gelegt. Dadurch ist ein schöner, etwas höherer Kirchenraum entstanden. Die Madonna ist eine Nachbildung. Das wertvolle Original (ca. 1500) steht im Dommuseum in Fulda.

### Evangelische Kirche

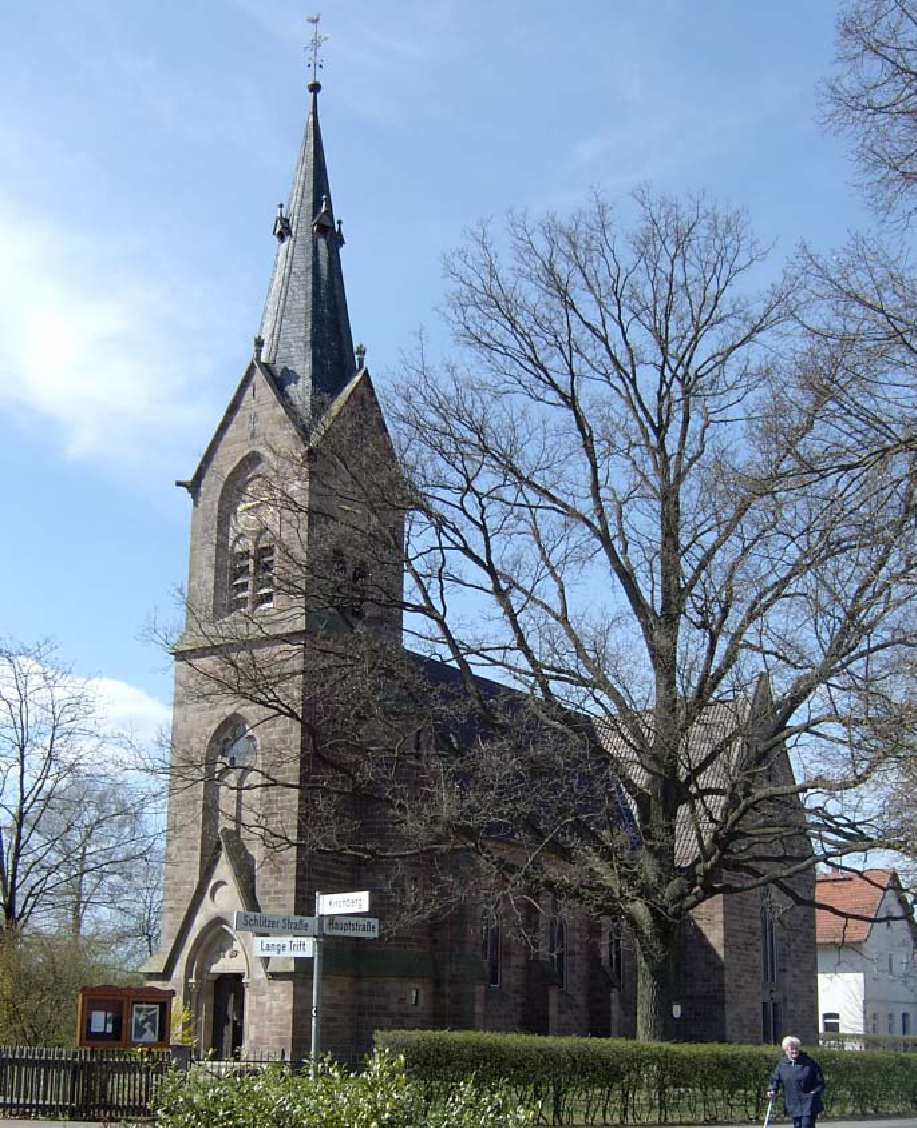
Evangelische Kirche

Im Jahre 1879 wurde die unbenutzbar gewordene alte Wehrkirche abgerissen und mit dem Bau der im neugotischen Stil errichteten neuen evangelisch-lutherischen Kirche begonnen. Aus eigenen Mitteln wäre dies niemals möglich gewesen, daher stellte das Gustav-Adolf-Werk 67.000 Goldmark zur Verfügung. Baumeister war Martin Scheich aus Horas bei Fulda. Die Bewohner schafften für den Bau laufend Material aus den nahen Steinbrüchen in Rimbach und Rothenkirchen heran und leisteten Handlangerdienste. Die Einweihung der Kirche erfolgte am Sonntag, dem 29. August 1880. Die Kirche hat eine Länge von ca. 34,50 Metern, eine Querschiffbreite von ca. 16,40 Metern, eine Längsschiffbreite von 8,20 Metern und eine Innenhöhe von ca. 10 Metern. In den Bänken finden etwa 500 Gottesdienstbesucher Platz. Seit 2005 schmücken drei von Gabi Weiss künstlerisch gestaltete Scheiben die Chorfenster.

### Jüdischer Friedhof
Eine jüdische Gemeinde bestand in Langenschwarz von der zweiten Hälfte des 18. Jahrhunderts bis zum Anfang des 20. Jahrhunderts. Der jüdische Friedhof in Langenschwarz wurde 1832 angelegt und bis um 1900 belegt.

## Söhne und Töchter von Langenschwarz
- Samuel Hecht (1830–1907), Gründer der amerikanischen Warenhauskette Hecht’s